# Thomas Chalmers

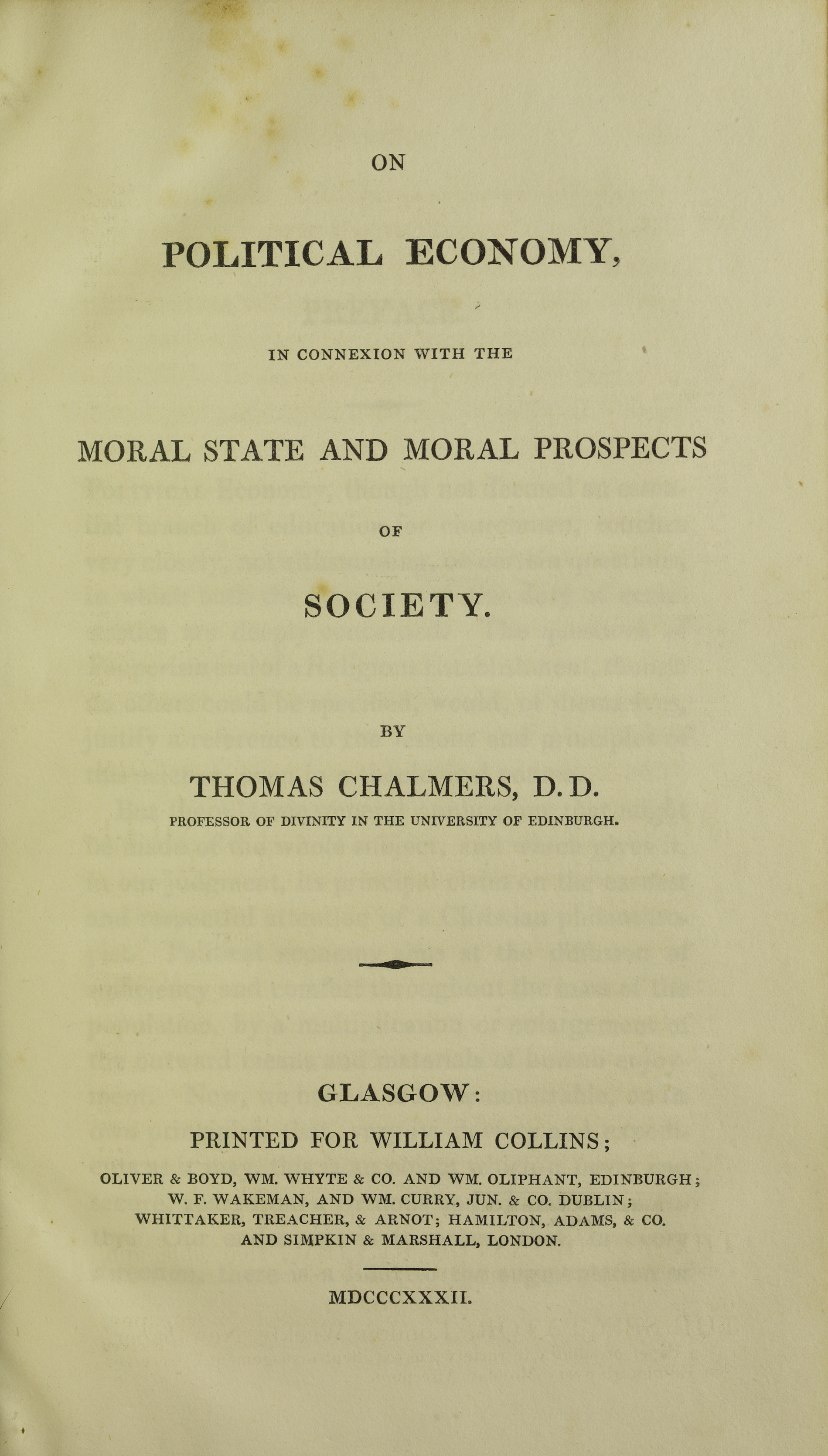
On political economy, 1832.

Thomas Chalmers, född 17 mars 1780 och död 31 maj 1847, var en skotsk teolog och stiftare av den skotska frikyrkan.
Chalmers var från ungdomen religiöst intresserad men under en kortare tid påverkad av den franska materialismen. Han blev efter studier vid universitetet i St Andrews pastor i Kilmany och höll samtidigt föreläsningar i matematik vid universitetet. 1809-11 genomgick han en kris, som blev avgörande för hans religiösa liv. 1814 blev han präst i Glasgow, 1823 professor i moralfilosofi och nationalekonomi i St Andrews, 1828 professor i teologi i Edinburgh.
Chalmers ägde en stor organisationsförmåga, och uppgjorde planer på omfattandet sociala reformer och organiserade under sin verksamhet i Glasgow en effektivare och personligare fattigvård än dittills. På grund av åtskilliga missförhållanden vände sig Chalmers mot patronatsrätten. Då underhandlingarna med regeringen inte ledde till några resultat, utträdde Chalmers och hans anhängare ur nationalkyrkan och bildade 1843 Free Church of Scotland. Frikyrkan avstod från alla kyrkor, prästlöner med mera, men under Chalmers ledning fullbordades inom några få år dess nyorganisation.
Chalmers var även en produktiv författare. Han Original works utkom 1849 i 25 band och Posthumous works i 9 band 1848-49.